# Hospodářský dvůr Chmelovice
Bývalý hospodářský dvůr broumovských benediktinů se nalézá v centru vesnice Chmelovice v okrese Hradec Králové. Hospodářský dvůr ve Chmelovicích představuje doklad hospodářského podnikání benediktinského kláštera v Broumově. Z původního empírového hospodářského dvora se bez zásadních přestaveb zachovala obytná budova. Obytná budova je od 13. května 2002 chráněna jako kulturní památka ČR. Národní památkový ústav tuto budovu uvádí v katalogu památek pod rejstříkovým číslem ÚSKP 51964/6-6272.

## Historie
Z bývalého panského dvora (1686 v majetku broumovských benediktinů – dle ústní tradice údajně sloužil jako ovčín) sestávajícího ze tří samostatných budov (severní a východní – chlévy a bydlení, jižní – stodola) na zhruba čtvercovém pozemku, zrušeného 1786 v rámci raabizace (kdy se stal centrem nově vzniklé vsi Chmelovice) a přestavěného ještě v průběhu 19. století se nejlépe dochovala východní obytná budova s empirově členěnými fasádami.

## Popis
Obytná budova je vysoká přízemní stavba obdélného protáhlého půdorysu, zděná převážně z cihel (obvodové zdivo a klenby), částečně z kamene (pilíře v patách klenebních pasů ve chlévech), omítaná, se sedlovou střechou krytou bobrovkami. Jižní část budovy (v rozsahu 4 os) je obytná, při rekonstrukci na penzion byly vybudovány půdní vestavby, severní větší část tvoří bývalé chlévy.
Jižní průčelí bylo původně trojosé, členěné slepými arkádami, ve střední ose byl přes zazděnou arkádu druhotně přizděn mohutný šikmý opěrný pilíř z pískovcových kvádrů, sahající až k úrovni římsy. Pilíře arkád mají v patě oblouků úzké římsy. Obě okna v osách postranních arkád jsou segmentová, dvoukřídlá, šestitabulková. V ploše štítu nad pilířem je osazen kamenný opatský znak s datací 1862. Štít člení dvě nevelká segmentová šestitabulková okna v mělké špaletě, po obvodu je lemován dvakrát odstupněným omítkovým pásem, který je nesen krátkými úseky korunní římsy. Ve vrcholu štítu nad okny je umístěna půlkruhová nika s profilovanou štukovou šambránou.
Dvorní průčelí je opět členěno slepými arkádami s půlkruhovými záklenky na pilířích s římsovými hlavicemi, soklem a profilovanou korunní římsou.
Obytná část ve dvoře má v rozsahu tří os ve slepých arkádách dvě dvojkřídlá segmentová šestitabulková okna v mělké špaletě s okoseným nárožím a předstupujícím cihelným parapetem. Vstupní dveře jsou dřevěné, výplňové, dvojkřídlé se segmentovým neděleným nadsvětlíkem, s dochovanou profilací výplní, dobovým kováním, klikou se lví hlavičkou, krabicovým zámkem a zástrčí. V sousední arkádě vlevo je zachováno kamenné ostění vstupu se segmentovým nadpražím, do kterého bylo později vsazeno okno. Do chlévů vedou dnes tři vstupy s novodobými vraty.
Přesah střechy nad úzkým chodníčkem kolem chlévů nesou konce krokví s ozdobně vyřezávaným zakončením. Ve střeše nad chlévy jsou vysoké pultové nákladní vikýře.
Ze strany silnice je vidět celkem třináct slepých arkád s okny v obytné části šestitabulkovými a u chlévů zamřížovaných.

## Galerie

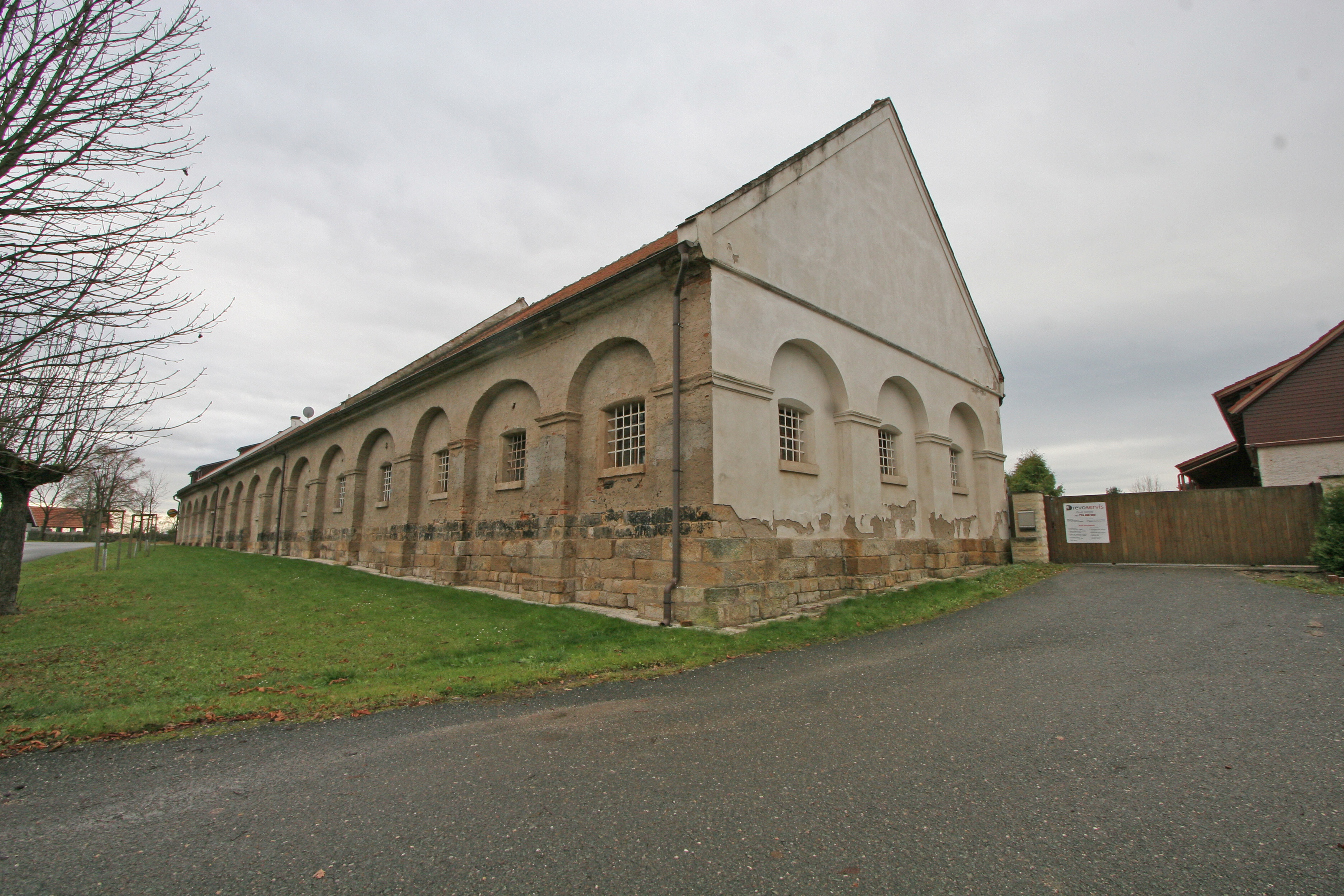
Hospodářský dvůr ve Chmelovicích
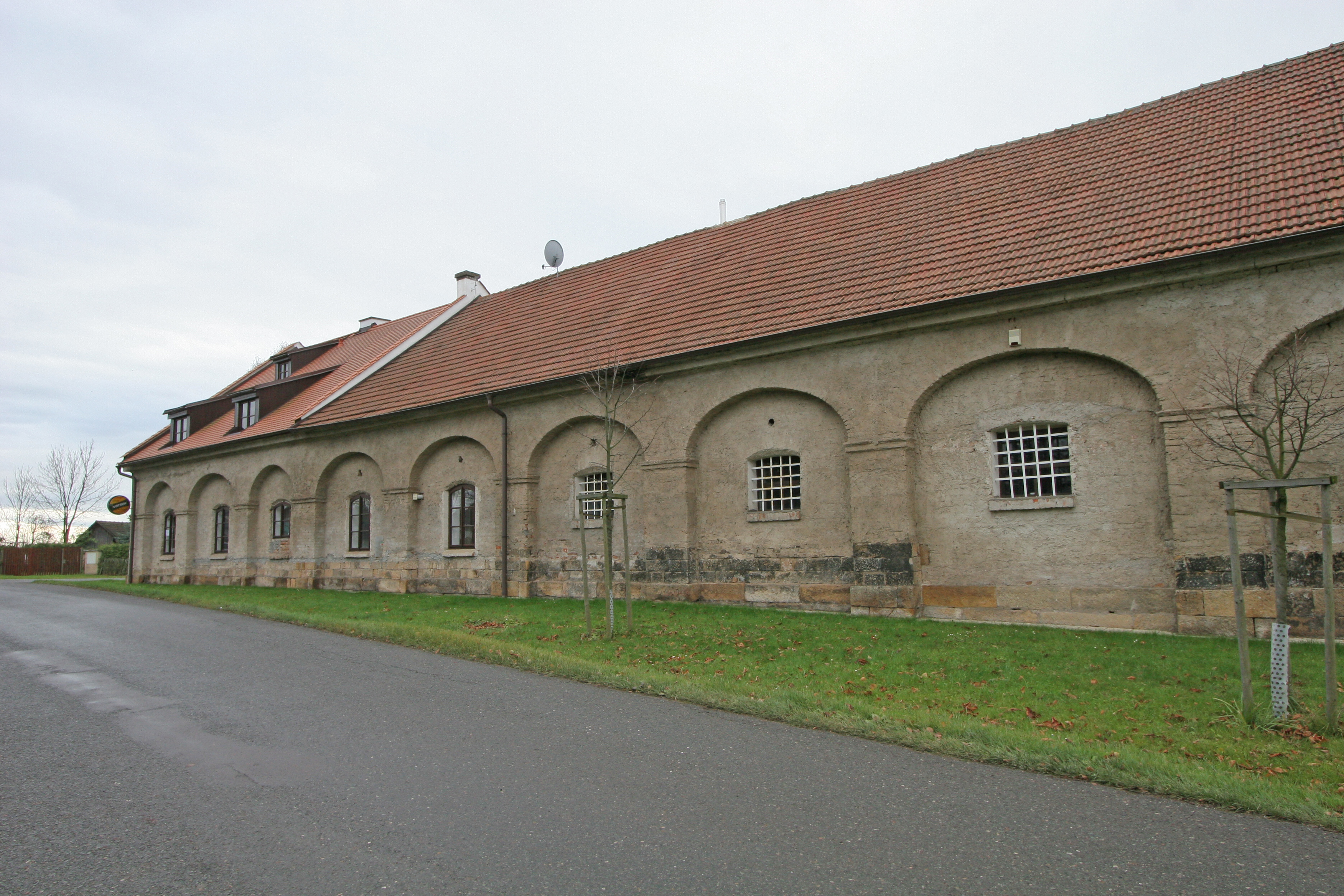
Hospodářský dvůr ve Chmelovicích
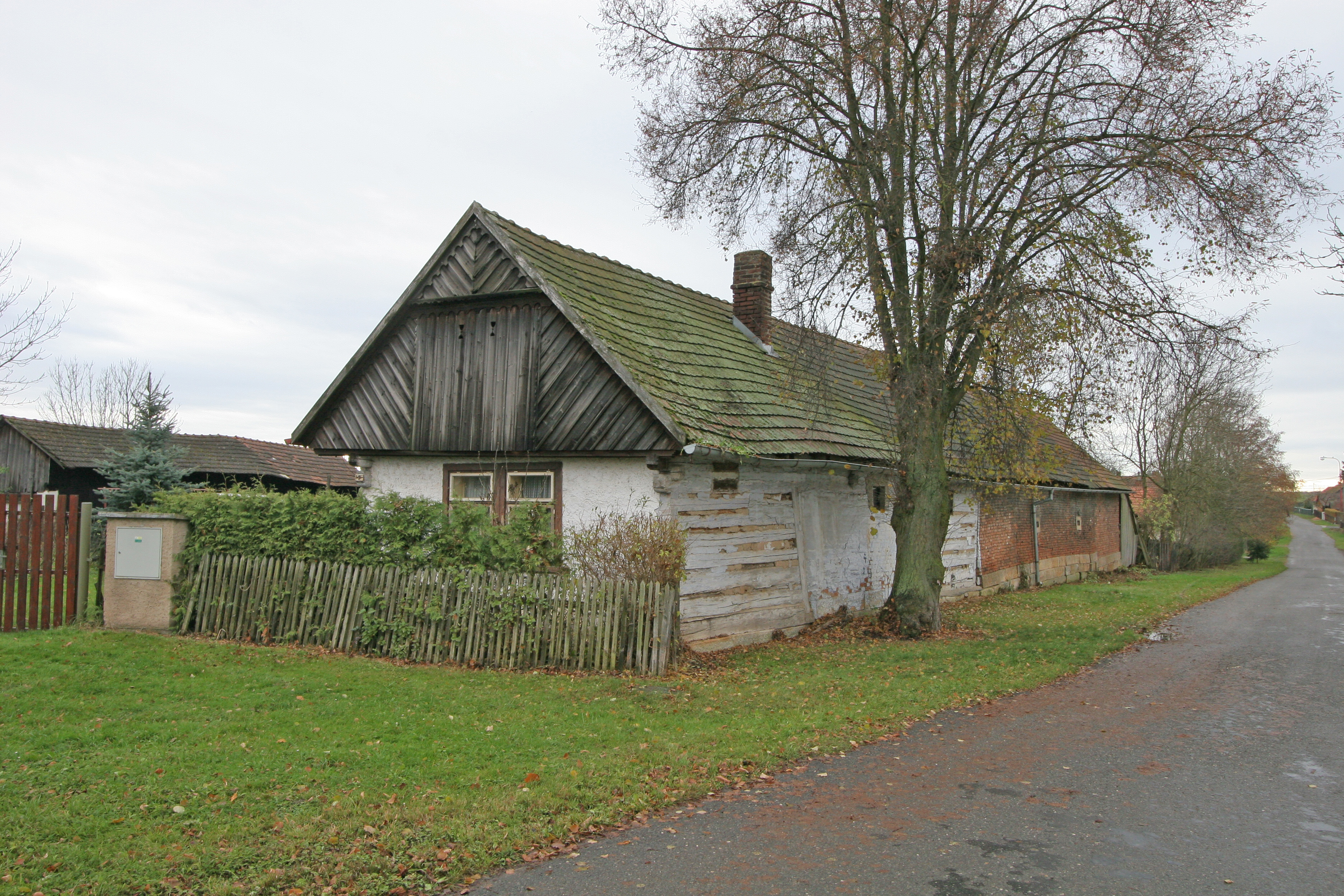
Hospodářský dvůr ve Chmelovicích